# دومينيك بيزولا
دومينيك بيزولا هو مجرم أمريكي مدان. عضو في مجموعة براود بويز وأحد الذين شاركوا في هجوم مبنى الكابيتول الأمريكي في 6 يناير، وهو هجوم عنيف على مبنى الكابيتول الأمريكي. في 20 يناير 2025، خفف الرئيس ترامب عقوبته إلى المدة التي قضاها في السجن. اشتهر بسرقة درع مكافحة الشغب الخاص بالشرطة واستخدامه لكسر نافذة الكابيتول في 6 يناير 2021، مما جعله أول مثيري الشغب يخترق المبنى. تم توجيه الاتهام إليه في عام 2021 بتهم فيدرالية، وتمت محاكمته في عام 2023 إلى جانب زعيم المجموعة إنريكي تاريو ومساعديه الرئيسيين، إيثان نورديان ، وجوزيف بيجز، وزاكاري ريل. في مايو 2023، وبعد محاكمة أمام هيئة محلفين استمرت خمسة أشهر، أدين بيزولا بتهمة عرقلة إجراءات الكونجرس، والاعتداء على ضابط شرطة، وجرائم أخرى. تمت تبرئته من تهمة التآمر على الفتنة، وهي التهمة الأكثر خطورة. وصلت هيئة المحلفين إلى طريق مسدود بشأن اتهامات أخرى ضد بيزولا، بما في ذلك التآمر لعرقلة فرز الأصوات الانتخابية.
طلب المدعون العامون الحكم بالسجن لمدة 20 عامًا على بيزولا، الذي استخدم درعًا مسروقًا للشرطة لتمكين اقتحام الكابيتول الأول. حُكم على بيزولا بالسجن لمدة 10 سنوات في 1 سبتمبر 2023. تم سجنه في المجمع الإصلاحي الفيدرالي في بوتنر في ولاية كارولينا الشمالية. في 20 يناير 2025، تم تخفيف عقوبته إلى المدة التي قضاها في السجن من قبل الرئيس دونالد ترامب.

## سيرته
بيزولا مقيم في روتشستر، نيويورك. تخرج من معهد توما الأكويني في روتشستر في عام 1995. وصفه زملاؤه في الفصل لاحقًا بأنه "رجل منعزل وغاضب" وكان ملاكمًا موهوبًا وكان يتورط في معارك بشكل متكرر. بعد التخرج، انضم بيزولا إلى قوات مشاة البحرية الأمريكية. جندي مشاة هجومي، خدم من عام 1998 إلى عام 2005. تم تسريحه بشرف برتبة عريف. في وقت إلقاء القبض عليه في يناير 2021، كان يمتلك شركة.

## عضوية الأولاد الفخورين
وفقًا لموقع فايس نيوز، في السنوات التي سبقت اعتقاله، أبلغ العديد من أصدقائه على فيسبوك أنه كان ينشر محتوى عنصريًا ومتطرفًا بشكل متزايد، وقام العديد منهم بإلغاء صداقتهم معه.
كان بيزولا حاضرًا في تجمع عنيف مؤيد لترامب في واشنطن العاصمة، في 12 ديسمبر 2020. خلال القتال الواسع النطاق في الشوارع في أعقاب ذلك، تعرض أربعة أشخاص للطعن، وأصيب اثنان من ضباط الشرطة، وتم القبض على 23 شخصًا.

#### هجوم مبنى الكونجرس الأمريكي في 6 يناير
كان بيزولا عضوًا جديدًا إلى حد ما في مجموعة الأخوة الفخورون في وقت انتفاضة 6 يناير. في محاكمته الجنائية اللاحقة في عام 2023، استدعى محامي بيزولا زوجته التي تزوجته بشكل غير قانوني كشاهدة شخصية؛ حيث شهدت أن بيزولا انضم إلى الأخوة الفخورون في أواخر عام 2020، بعد أن أصبح معزولًا بشكل متزايد ومهووسًا بالسياسة اليمينية في منتصف عام 2020. وشهدت بأنها "بدأت تشرب بكثرة وأغرقت نفسها بأخبار فوكس نيوز ليلًا ونهارًا".
بحسب الادعاء الفيدرالي، كان بيزولا ضمن مجموعة تضم نحو 100 من أعضاء جماعة "براود بويز" الذين تجمعوا بالقرب من نصب واشنطن التذكاري في حوالي الساعة العاشرة صباحا. صباح يوم 6 يناير 2021، بقيادة إيثان نورديان. ولم يكن لديهم أي نية للاستماع إلى خطاب دونالد ترامب في ذا إيلابس . كانوا يرتدون ملابس غير رسمية بدلاً من ملابسهم السوداء والصفراء المعتادة. كانت خطتهم المزعومة هي "الانقسام إلى مجموعات، ومحاولة اقتحام مبنى الكابيتول من أكبر عدد ممكن من النقاط المختلفة، ومنع الجلسة المشتركة للكونجرس من التصديق على نتائج الهيئة الانتخابية ".
وفقًا للمدعين العامين، أثناء أعمال الشغب في بيزولا "مزق" درع الشغب الخاص بضابط، وفي "فيديو تم توزيعه على نطاق واسع، استخدمه لتحطيم نافذة على الجانب الخارجي لمبنى الكابيتول، مما جعله أول مثيري الشغب يخترق المبنى. قال شاهد من مكتب التحقيقات الفيدرالي إن بيزولا "تباهى بتحطيم نوافذ الكابيتول ودخول المبنى" وأن بيزولا "قال إن أي شخص يضعون أيديهم عليه كانوا ليقتلوه،" بما في ذلك نانسي بيلوسي ومايك بنس. ووفقًا لبوليتيكو ، انتشرت صور بيزولا وهو يحطم نافذة الكابيتول بسرعة بعد الهجوم وأصبحت رمزًا للهجوم الوقح على الكونجرس، مما أجبر المشرعين ونائب الرئيس آنذاك مايك بنس على الفرار بحثًا عن الأمان.

#### التطورات المتعلقة بالاعتقال والتوجيه والمحاكمة
تم القبض على بيزولا بعد تسعة أيام من الهجوم على الكابيتول. وفي نفس اليوم، نفذ المحققون مذكرة تفتيش لمنزل بيزولا. قاموا بمصادرة محرك أقراص USB يحتوي على تعليمات حول تصنيع الأسلحة النارية محلية الصنع والمتفجرات والسموم.  كانت محتويات محرك الأقراص المحمول أحد الأسباب التي أدت إلى احتجاز بيزولا في الحبس الاحتياطي. زعم بيزولا دون جدوى في أوراق المحكمة (طالبًا الإفراج عنه بكفالة) أنه تعرض للخداع من قبل دونالد ترامب.
وقد تمت مناقشة تصرفات بيزولا على نطاق واسع في محاكمة ترامب الثانية بتهمة التحريض على التمرد . قالت المندوبة في الكونجرس ستايسي بلاسكيت "جاء بيزولا إلى الكابيتول في السادس من يناير بنوايا قاتلة"، مضيفة "استولى على درع شرطة الكابيتول، واستخدمه لتحطيم نافذة زجاجية، ودخل الكابيتول، ومهد الطريق لعشرات المتمردين".
في 18 فبراير 2021، قدم محامي بيزولا طلبًا لتعديل سند بيزولا، والذي تضمن بيانًا يفيد بأن بيزولا كان يفكر في الإقرار بالذنب، قائلاً: "أشار بيزولا إلى رغبته في بدء مفاوضات التصرف وقبول المسؤولية عن أفعاله". في 25 فبراير، أعلن مساعد المدعي العام الأمريكي إريك كينرسون أنه سيتم إضافة تهم الإرهاب المحلي ضد بيزولا، واصفًا إياها بأنها جريمة "محسوبة للتأثير على سلوك الحكومة أو التأثير عليه من خلال الترهيب أو الإكراه، أو للانتقام من سلوك الحكومة"، مضيفًا "عند مدخل الكابيتول نفسه، لم يكن بيزولا في الخطوط الأمامية فحسب، بل كان أول من اخترق نافذة بنجاح كبير حتى تمكن هو ومثيري الشغب الآخرين من دخول الكابيتول من خلالها".
في مارس 2021، رفض القاضي الفيدرالي طلب محامي بيزولا الإفراج عن موكلهم بكفالة؛ وبالتالي ظل بيزولا محتجزًا في انتظار المحاكمة. في يونيو 2022، أضيفت تهمة التآمر على الفتنة إلى بيزولا. وقال ممثلو الادعاء إن هدف المؤامرة كان "معارضة النقل القانوني للسلطة الرئاسية بالقوة". واتهم بيزولا "بتشجيع أعضاء براود بويز على حضور احتجاجات السادس من يناير، والمشاركة في اجتماعات ومحادثات مشفرة في واشنطن العاصمة، للتخطيط للهجوم، واستخدام معدات الاتصالات لتنسيق الهجوم أثناء حدوثه، وتوجيه وتعبئة وقيادة الحشد إلى أراضي الكابيتول وداخل المبنى، وتفكيك الحواجز، وتدمير الممتلكات والاعتداء على الشرطة".
في أكتوبر 2022، كان بيزولا من بين 33 متهمًا تم سجنهم في 6 يناير والذين وقعوا على عريضة تطلب نقلهم إلى معسكر الاعتقال في خليج جوانتانامو في كوبا، مدعين أن الطعام والرعاية الطبية هناك أفضل وأن السجناء هناك يتمتعون بمزيد من الحرية الدينية.

#### المحاكمة والإدانة
بدأت محاكمة بيزولا والمتهمين الأربعة معه في 19 ديسمبر 2022. بدأت الإدلاء بالشهادة في المحاكمة في 2 مارس 2023، وانتهت في 20 أبريل، كان بيزولا وريهل هما الوحيدين اللذين شهدا دفاعًا عن أنفسهما. في شهادته، قال بيزولا في البداية لهيئة المحلفين إنه أراد "تحمل المسؤولية عن أفعالي في السادس من يناير"، لكنه انتقد لاحقًا الاستجواب المتبادل، وقلل من أهمية العنف. واعترف بيزولا بأنه كان يرتدي قبعة مكتوب عليها "الاحترام مكتسب، والضرب مجاني" أثناء أعمال الشغب. واعترف أيضًا بأنه كذب على مكتب التحقيقات الفيدرالي بشأن ما إذا كان أحد المتهمين معه يحمل سلاحًا ناريًا أثناء أعمال الشغب. ووصف المحاكمة بأنها "زائفة" و"فاسدة"، وجادل بأنه كان يتحدث مجازيًا عندما قال إنه مستعد للقتال من أجل الأولاد الفخورين، وقارن تصريحاته السابقة بـ "كيف أحارب هذه المحاكمة الفاسدة بهذه الاتهامات الزائفة".
في 4 مايو 2023، وبعد محاكمة استمرت ثلاثة أشهر و30 ساعة من مداولات هيئة المحلفين، أدين بيزولا بتهم متعددة، بما في ذلك عرقلة إجراءات الكونجرس، والاضطرابات المدنية، والاعتداء وسرقة ضابط، وتدمير النافذة. برأته هيئة المحلفين من أخطر التهم، وهي التآمر على الفتنة، على الرغم من إدانة المتهمين الأربعة معه بهذه الجريمة. وصلت هيئة المحلفين إلى طريق مسدود بشأن اتهامات أخرى ضد بيزولا، بما في ذلك التآمر لعرقلة فرز الأصوات الانتخابية.

#### الحكم
في الأول من سبتمبر 2023، حُكم على بيزولا بالسجن الفيدرالي لمدة 10 سنوات وثلاث سنوات تحت المراقبة، أي أقل من نصف العشرين عامًا التي طلبها المدعون العامون. في مناشدته الدامعة للمحكمة للتخفيف من عقوبته، قال بيزولا إنه تخلى عن السياسة، قائلاً للقاضي: "سيدي القاضي، أقف أمامك كرجل متغير ومتواضع". ومع ذلك، بعد دقائق من صدور الحكم عليه، ومغادرة قاضي المحكمة الجزئية الأمريكية تيموثي كيلي قاعة المحكمة، عكس بيزولا، أثناء مرافقته إلى خارج قاعة المحكمة من قبل ضباط المارشال الأمريكيين، مواقفه المعلنة سابقًا بشأن التخلي عن السياسة وخداع ترامب له. رفع قبضته وبابتسامة، صاح، "فاز ترامب!"، مكررًا ادعاء ترامب الذي لا أساس له من الصحة بشأن تزوير الانتخابات، والذي أدى إلى أعمال الشغب في الكابيتول. في 20 يناير/كانون الثاني 2025، بعد بدء ولايته الثانية في منصبه، خفف الرئيس ترامب عقوبة بيزولا. ومن الجدير بالذكر أن بيزولا كان أحد الأفراد القلائل المتهمين بجرائم تتعلق بأحداث السادس من يناير الذين لم يحصلوا على عفو كامل. وأكد محامي بيزولا أنه تم إطلاق سراحه من السجن في اليوم التالي.